# Се-и-Сан-Педру
Се-и-Сан-Педру (порт.  Sé e São Pedro) - фрегезия (район) в муниципалитете Эвора  округа Эвора в Португалии. Территория – 0,6 км². Население – 2027 жителей. Плотность населения – 3378,3 чел/км².